# Carolyn Cole
Carolyn Cole (24 de abril de 1961) é uma fotógrafa norte-americana. Trabalha para o Los Angeles Times. Ganhou o Prêmio Pulitzer de Fotografia em Fotojornalismo em 2004 por seus trabalhos de cobertura do cerco de 2003 a Monróvia, capital da Libéria.